# Szlamiec długodzioby
Szlamiec długodzioby (Limnodromus scolopaceus) – gatunek średniej wielkości ptaka wędrownego z rodziny bekasowatych (Scolopacidae). Jest bliski zagrożenia wyginięciem.

## Systematyka
Gatunek ten po raz pierwszy zgodnie z zasadami nazewnictwa binominalnego opisał w 1822 roku Thomas Say, nadając mu nazwę Limosa scolopacea. Jako miejsce typowe wskazał „staw w pobliżu Bowyer creek” (obecnie Boyer River na północ od Council Bluffs w stanie Iowa).
Obecnie szlamiec długodzioby zaliczany jest do rodzaju Limnodromus. Jest to gatunek monotypowy; blisko spokrewniony ze szlamcem krótkodziobym (L. griseus), za którego podgatunek bywał dawniej uznawany.

## Występowanie
Gniazduje na podmokłych terenach tundry na dalekiej północy Ameryki Północnej i wschodniej Syberii. Zimuje na południu Stanów Zjednoczonych, w Meksyku i w Ameryce Środkowej, zatrzymując się nad brzegami słodkich wód; rzadko zimuje także w południowej Japonii. Bardzo rzadko zalatuje do Europy – odnotowuje się tu kilka–kilkanaście stwierdzeń rocznie.
Do Polski zalatuje wyjątkowo, stwierdzono go tylko 4 razy – w 2009, 2011, 2019 i 2020 roku.

## Charakterystyka
Wygląd zewnętrznySylwetka krępa o stosunkowo krótkich nogach, przypominająca kszyka. Bardzo długi, prosty dziób z nieco grubszym końcem. Obie płci ubarwione jednakowo. W szacie godowej grzbiet i pokrywy skrzydłowe ciemne, spód ciała rdzawobrązowy, prążkowany. Szyja i pierś gęsto kreskowane. Na ciemnej głowie jasna brew. Pokrywy ogonowe i ogon gęsto czarno-biało prążkowane (czarne prążki są szersze od białych). W szacie spoczynkowej wierzch jednolicie szarobrunatny, spód biały, a pierś szara bez plamek. Młode podobne do dorosłych w szacie spoczynkowej, ale z piórami o rdzawych brzegach i ciemnych środkach. Dorosłe upierzenie uzyskują już pierwszej jesieni.
Rozmiarydługość ciała 24–30 cm, rozpiętość skrzydeł 46–52 cm; masa ciała 88–144 g
GłosW locie wysokie, ostre „kiik” lub głośne „piw”. Rzadziej głos jest dwu- lub trzysylabowy.

## Pożywienie
Owady, mięczaki, skorupiaki i inne bezkręgowce, z niewielką domieszką roślin. Swoim długim dziobem sonduje dno w poszukiwaniu pokarmu, podobnie jak inne słonki.

## Status i ochrona
Międzynarodowa Unia Ochrony Przyrody (IUCN) od 2024 roku uznaje szlamca długodziobego za gatunek bliski zagrożenia (NT – Near Threatened); wcześniej klasyfikowany był jako gatunek najmniejszej troski (LC – Least Concern). Liczebność światowej populacji, według szacunków z 2024 roku, mieści się w przedziale 500 000 – 1 000 000 dorosłych osobników. Trend liczebności populacji oceniany jest jako spadkowy.
Na terenie Polski gatunek ten jest objęty ścisłą ochroną gatunkową.